# Byron (Georgia)
Byron – miasto w Stanach Zjednoczonych, w stanie Georgia, w hrabstwie Peach.

## Demografia
W roku 2000 miasto zamieszkiwało 2887 osób, a gęstość zaludnienia wynosiła 191,2 osoby/km². W roku 2023 liczba mieszkańców wzrosła do 6132 osób, a gęstość zaludnienia przekroczyła 406 osób/km². Na przestrzeni niespełna ćwierćwiecza zaludnienie Byron zwiększyło się ponad 2,1-krotnie.